# Молитвенник Максимилиана

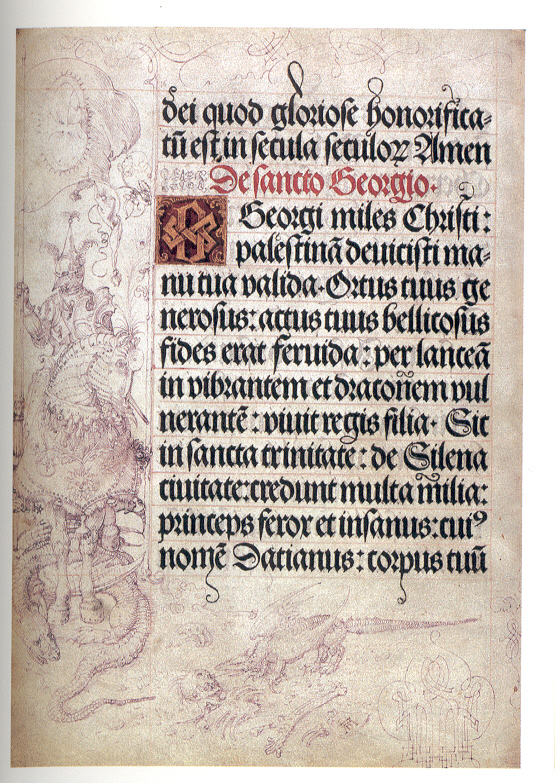
Из Молитвенника Максимилиана I., 1514/15: молитва к святому Георгию. Рисунок на полях пером Альбрехта Дюрера. Баварская государственная библиотека, Мюнхен

«Молитвенник Максимилиана» (нем. Gebetbuch Maximilians I.) — ренессансная книга, известная своим изысканным художественным оформлением. Отпечатана в Аугсбурге в 1513 году по заказу императора Священной Римской империи Максимилиана I.

## Содержание и оформление
В молитвеннике собраны псалмы, гимны, евангелии и молитвы на латинском языке, предположительно, сам император Максимилиан принимал участие в его разработке. Видимо, по желанию императора печатный молитвенник должен был быть похож на рукопись. В пользу этой гипотезы говорит тот факт, что все рисунки на полях молитвенника выполнены штрихом.
Макет книги из императорской канцелярии был передан в набор секретарём Винцентом Рокнером. Шрифт молитвенника считается ранним вариантом фрактуры. Печатный шрифт дополнялся выведенными вручную завитками работы каллиграфа Иоста де Негкера. Разлиновка уже отпечатанных страниц красным карандашом, а также частично рисованные инициалы подчёркивали впечатление рукописи.
Молитвенник был отпечатан 30 декабря 1513 года императорским придворным печатником Иоганном Шёнспергером старшим в Аугсбурге на пергаменте в количестве 10 экземпляров. До наших дней сохранилось пять несброшюрованных экземпляров. В настоящее время самый полный вариант «Молитвенника» (157 листов) хранится в Лондоне. Лишь один экземпляр украшен рисунками на полях, для этой цели специально оставленных очень большими, семью художниками: Хансом Бургкмайром, Хансом Бальдунгом, Лукасом Кранахом, Альбрехтом Альтдорфером, Йоргом Бреем и Альбрехтом Дюрером. Имя ещё одного художника, причастного к украшению этого экземпляра неизвестно, считается, что он работал в мастерской Альтдортфера или это был сам Альбрехт Альтдорфер. Все рисунки исполнены чернилами красного, зелёного и фиолетового цвета (каждый рисунок — одним из этих цветов) и, благодаря этому, не теряются рядом с жирным чёрным шрифтом.
Рисунки, выполненные Дюрером, напрямую не связаны с текстами молитвенника. Сюжеты иллюстраций он заимствовал из средневекового фольклора, античной мифологии (так на одной из страниц изображены Бахус и сатир), часть рисунков — анималистические и батальные сцены.
Часть книги с рисунками Дюрера (им оформлено 50 страниц) и Кранаха хранится в Мюнхене в Баварской государственной библиотеке; другая часть с рисунками Бальдунга, Бургкмайра и других художников находится в Безансоне в Городской библиотеке.

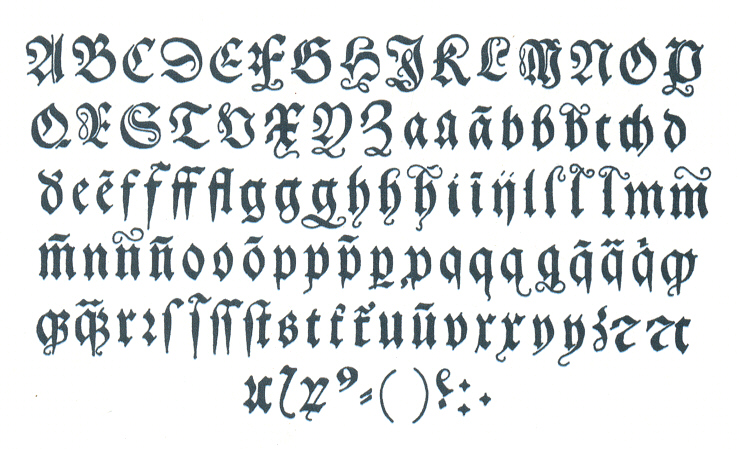
Гарнитура Молитвенника, 1514

Неясно, предназначался ли молитвенник для личного пользования императора Максимилиана или же он был выполнен для Ордена Святого Георгия, основанного в 1469 году для борьбы против турок. Максимилиан, известный библиофил, особенно поощрял искусство печати, так по его заказу и в его честь была выполнена монументальная гравюра «Триумфальная арка». С его именем связаны роман «Вайскуниг» (1502—1519) и поэма «Тойерданк» (1517), прославляющие в аллегорической форме деяния императора. Для напечатанного в 1517 году «Тойерданка» шрифтовая гарнитура была выполнена также по проекту Рокнера. Она применялась довольно продолжительное время на протяжении XVI века.
После смерти Максимилиана (1519) работа над молитвенником была прекращена, экземпляр с рисунками утерян, обнаружили его в Испании в конце XVI века. В 1808 году было выпущено факсимильное издание молитвенника.

## Издания
- Karl Giehlow (Hrsg.): Kaiser Maximilians I. Gebetbuch. Mit Zeichnungen von Albrecht Dürer und anderen Künstlern. Faksimiledruck der Kunstanstalt Albert Berger in Wien. Selbstverlag, Wien / Bruckmann, München 1907.
- Hinrich Sieveking (Hrsg.): Das Gebetbuch Kaiser Maximilians. Der Münchner Teil mit den Randzeichnungen von A. Dürer und L. Cranach d. Ä. Rekonstruierte Wiedergabe. Prestel, München 1987, ISBN 3-7913-0823-8.